# Vetenskapsfestivalen
Vetenskapsfestivalen, ibland Internationella Vetenskapsfestivalen i Göteborg, är en årligen återkommande festival i Göteborg med vetenskapliga aktiviteter. Arrangemanget grundades 1997, och bland huvudmännen finns Chalmers, Göteborgs universitet, Göteborgs Stad och Västra Götalandsregionen.

## Syfte och organisation

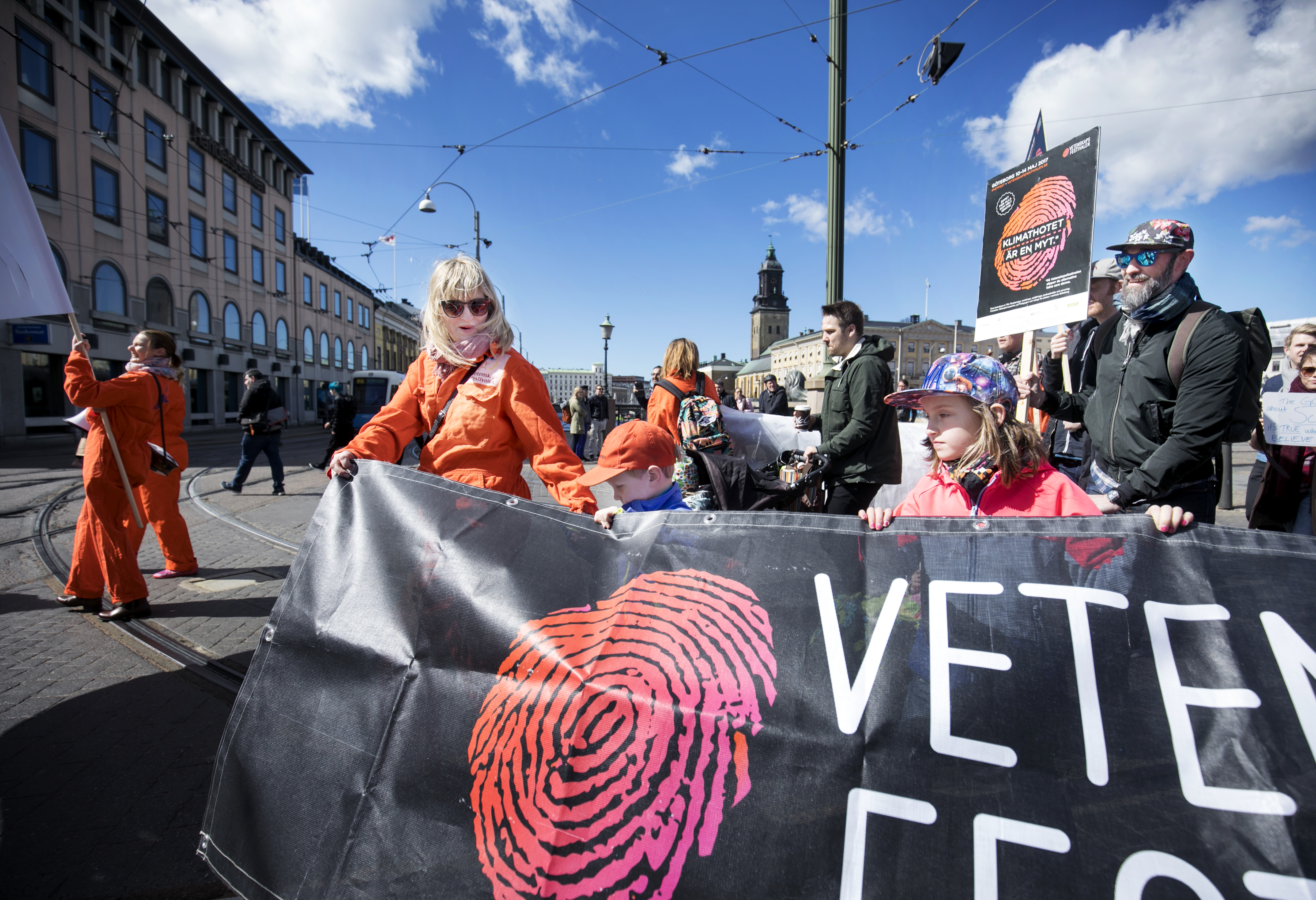
Som en del av Vetenskapsfestivalen 2017 anordnades March for Science för att fira vetenskap.

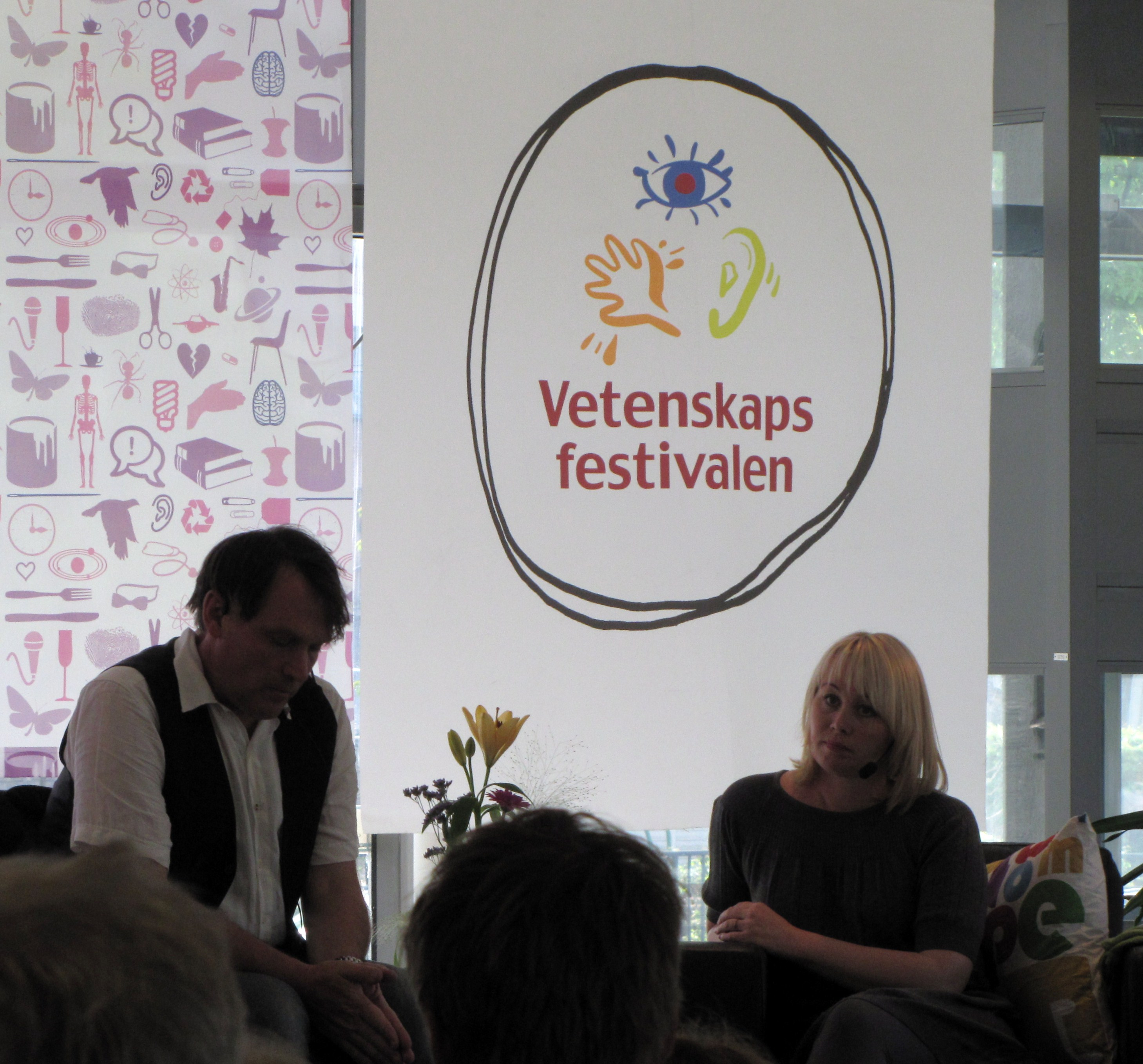
Torgny Nordin samtalar med Ann Heberlein under festivalen 2011

Syftet är att förmedla vetenskap till allmänheten och skola på ett lättillgängligt och intresseväckande sätt. Dessutom vill man skapa en positiv attityd till forskning och vetenskap och uppmuntra till högre studier.
Festivalen har ofta omkring 70 000 besök årligen, 2024 cirka 40 000. Detta gör den till det största populärvetenskapliga evenemanget i Sverige och ett av Europas ledande populärvetenskapliga evenemang. Bland annat Göteborgs universitet och Chalmers tekniska högskola bidrar med kunskapen.

Vetenskapsfestivalens huvudmän är Chalmers tekniska högskola, Göteborgs universitet, Näringslivsgruppen Göteborg & Co, Göteborgs Stad, Vetenskapsrådet och Västra Götalandsregionen. Vetenskapsfestivalen är medlem i European Science Events Association, EUSEA.

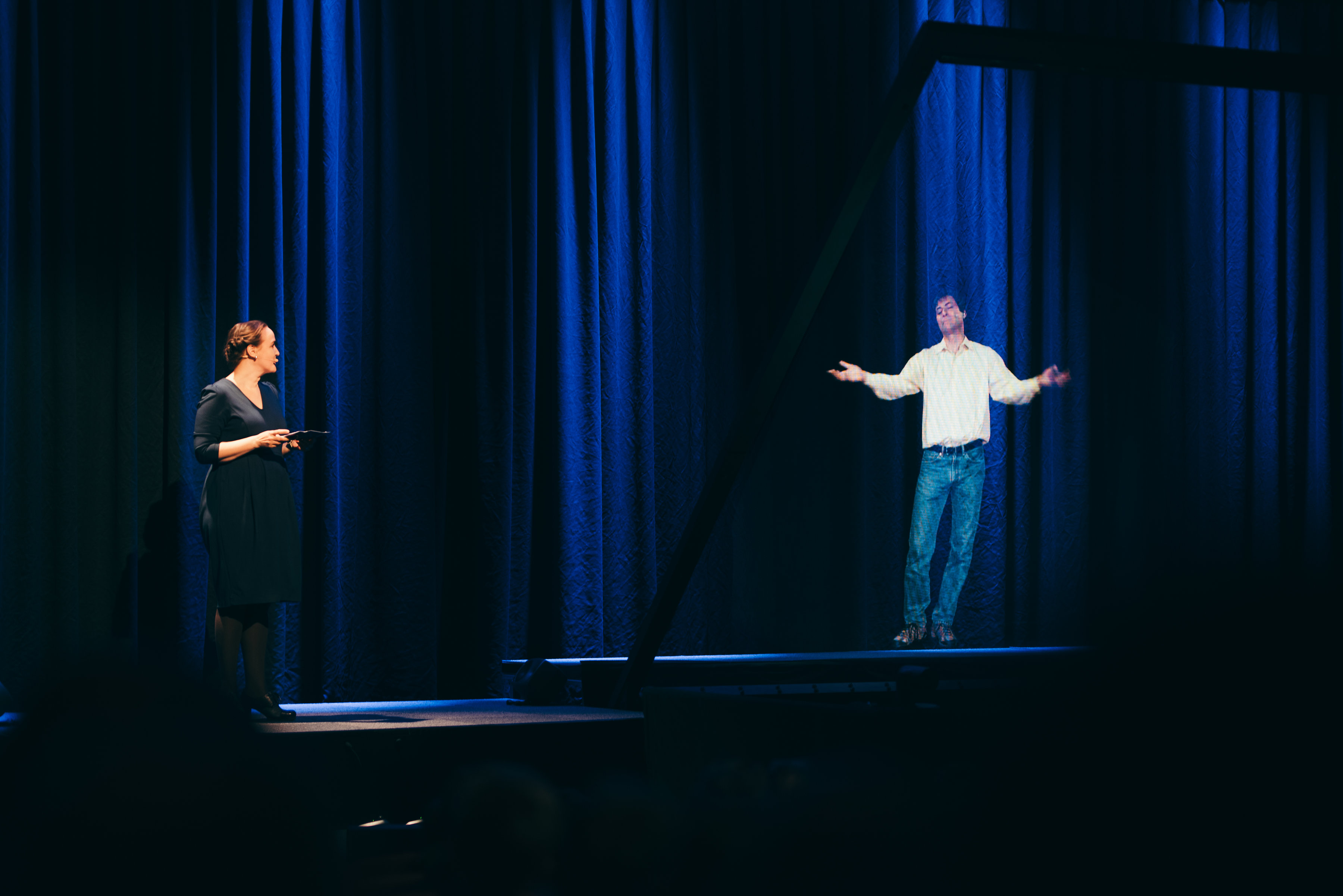
Fysikern Max Tegmark medverkar som ett hologram på Vetenskapsfestivalens invigning 2018.

## Historik
Vetenskapsfestivalen ägde rum för första gången i april 1997, då Thor Heyerdahl invigde festivalen. Festivalen är sedan dess ett årligen återkommande evenemang.
Vetenskapsfestivalen arrangeras ofta som två delar. De publika arrangemangen pågår under en vecka, medan ett program riktat till skolor arrangeras både denna och nästföljande vecka.

### Tema
Varje år väljs ett speciellt tema som festivalen fokuserar på:
- 1997 – Tro och vetande, Språk och kommunikation, Linné i backspegeln, Miljö, Makt och demokrati, Liv, Kaos och komplexitet, Kultur och vetenskap

- 1998 – Kunskapens vägar, Universum, Tid, Tro och vetande, Liv, Arkeologi och historia, Brott och straff, Musik, Allt om allt – eller lite för envar

- 1999 – Människans medvetande, Litteratur, Framtiden då och nu, Liv & medicin, Makt, Kökets kemi och fysik, Konst och foto

- 2000 – Kommunikation, Sinnen och signaler, Vetenskapliga vändpunkter, Vardag och vetenskap, Liv & medicin, Elementärt och extraordinärt
- 2001 – Mat och livsmedel

- 2002 – Resor och Vetenskapliga expeditioner, Liv och Medicin
- 2003 – Kärlek och energi
- 2004: Livets mening och hållbar utveckling
- 2005: Design, fysik, Finland
- 2006: Idrott & hälsa
- 2007: Passion, pistill och personlighet
- 2008: Let's play
- 2009: Civilisationer i alla tider och länder[15]
- 2010: Hållbar framtid genom små och stora förändringar[16]
- 2011: Kreativitet[17]
- 2012: Allt sitter i hjärnan[18]
- 2013: Kontroll eller Noll Koll[19]
- 2014: Agera : Reagera : Interagera[20]
- 2015: Liv och död (15–19 april)[21]
- 2016: Unika men lika (13-17 april)[22]
- 2017: Tillit (10-14 maj)
- 2018: Vad är vi?
- 2019: Den svindlande tanken
- 2020: Rörelse
- 2021: Level up[23]
- 2022: Det okända[24]
- 2023: Gränser[25]
- 2024: Vågor[26]
- 2025: Framtider[27]